# ديان يانكوفيتش
ديان يانكوفيتش هو لاعب كرة قدم صربي في مركز الوسط، ولد في 6 يناير 1986 في بيتشي في صربيا. لعب مع فيليز موستار ونادي رادنيك بيلينا.

## وصلات خارجية
- ديان يانكوفيتش على موقع قاعدة بيانات كرة القدم.إي يو (الإنجليزية)
- ديان يانكوفيتش على موقع Soccerway.com (الإنجليزية)
- ديان يانكوفيتش على موقع عالم كرة القدم.نت (الإنجليزية)